# Gallese
Gallese is een gemeente in de Italiaanse provincie Viterbo (regio Latium) en telt 2.788 inwoners (30-06-2019). De oppervlakte bedraagt 37,3 km², de bevolkingsdichtheid is 73,91 inwoners per km².

## Demografie
Gallese telt ongeveer 6205 huishoudens. Het aantal inwoners daalde in de periode 1991-2001 met 1,8% volgens cijfers uit de tienjaarlijkse volkstellingen van ISTAT.

## Geografie
De gemeente ligt op ongeveer 135 m boven zeeniveau.
Gallese grenst aan de volgende gemeenten: Calvi dell'Umbria (TR), Civita Castellana, Corchiano, Magliano Sabina (RI), Orte, Otricoli (TR), Vasanello, Vignanello.